# Вальтер Ґордон
Вальтер Ґордон (13 серпня 1893, Апольда, Німеччина — 24 грудня 1939, Стокгольм, Швеція) — німецький фізик-теоретик.

## Життєпис
Вальтер Ґордон був сином бізнесмена Арнольда Ґордона і його дружини Б'янки Ґордон (вродженної Бранн). Сім'я переїхала до Швейцарії в його ранні роки. У 1900 році він відвідував школу в Санкт-Галлені і в 1915 році він почав вивчення математики й фізики в Берлінському університеті. Він здобув докторський ступінь у 1921 році під керівництвом Макса Планка. У 1922 році, коли ще вчився в Берлінському університеті, Ґордон став помічником Макса фон Лауе. У 1925 році він працював протягом декількох місяців в Манчестері з Вільямом Бреггом і пізніше, в Товаристві Кайзера Вільгельма в області волоконної хімії в Берліні. У 1926 році він переїхав до Гамбурга, де досяг габілітації в 1929 році. У 1930 році він став професором. Він одружився з мешканкою Гамбурга Гертрудою Лоббенберг в 1932 році. Ґордон переїхав в Стокгольм в 1933 році через політичну ситуацію в Німеччині. Там вчений працював в університеті в області механіки і математичної фізики.

## Відомі роботи
Оскар Клейн і Вальтер Ґордон запропонували рівняння Клейна — Ґордона, для квантового опису частинок в рамках спеціальної теорії відносності.